# Camp Cove Island
Camp Cove Island – niezamieszkana wyspa należąca do archipelagu arktycznego znajdująca się w regionie Kivalliq, Nunavut, Kanada.